# Canaria
La canaria est une race bovine espagnole. Elle s'appelle aussi criolla ou basta.

## Origine

### Historique
Elle présente des ressemblances avec des animaux du nord de la péninsule ibérique, en particulier celles appartenant aux races du rameau blond, comme la rubia Gallega, l'asturiana de los Valles, l'Asturiana de la montaña ou la pirenaica. Ces dernières auraient été amenées sur l'archipel et auraient été métissées de retinta, puis plus tard aux jersiaises venues d'Angleterre.
La population a connu une forte baisse de 4 500 animaux en 1991 à 1 000 en 2000, avant de se stabiliser autour de 1 300 bovins. L'insémination artificielle est disponible pour les éleveurs et un programme de préservation a été mis en place. La race est officiellement reconnue depuis l'ouverture du registre généalogique, herd-book, en 2003. Ces résultats résultent des efforts menés par une association d'éleveurs fondée en 1989.

### Étymologique
Le nom « canaria » est directement issu de l'archipel des Îles Canaries d'où elle provient, plus précisément de Tenerife et de Grande Canarie. Le terme « criollo », créole en français, traduit un bétail d'outremer. Des races criollo existent en Argentine et dans le Sud des États-Unis. Quant au terme « basta », il n'est utilisé que sur l'île pour différencier cette race du bétail sélectionné importé, principalement des races laitières.

### Géographique
La canaria est élevée sur trois des îles de l'archipel : en 2011, la population se répartissait entre 579 sur Grande Canarie, 588 sur Tenerife et 4 sur Fuerteventura.

## Morphologie

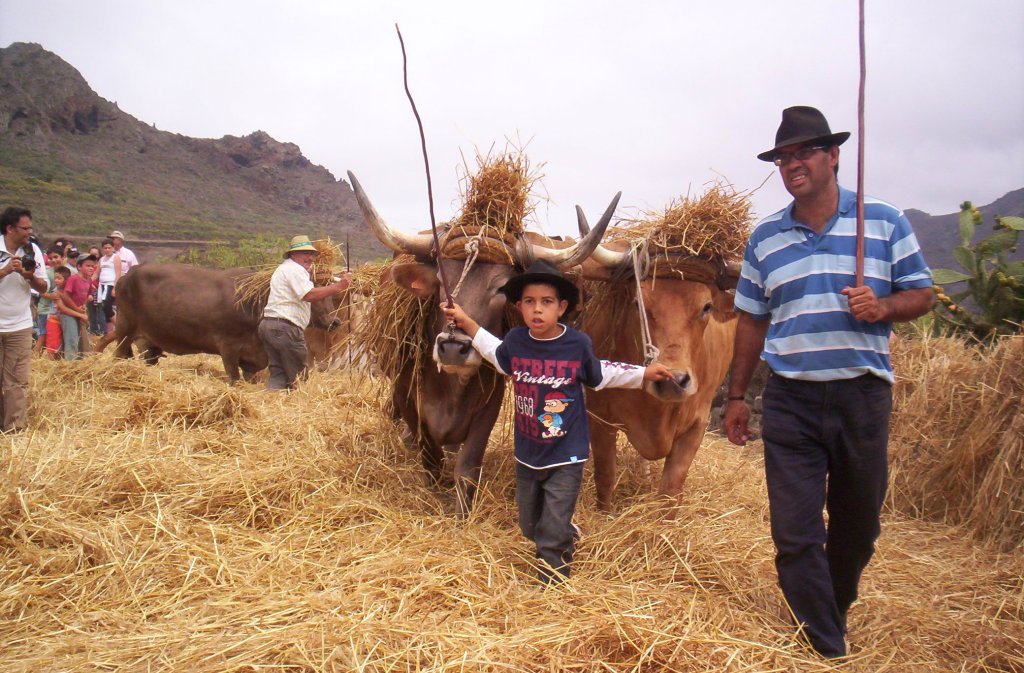
Paire de bœufs présentant les caractères de la race.

Elle porte une robe blonde, allant du froment au roux ou châtain. La couleur est uniforme sur chaque individu, les variantes s'observant d'un bovin à l'autre. Des zones plus claires entourent le mufle, les yeux, les sabots et la zone des aisselles. Les animaux les plus foncés ont des muqueuses sombres.
La tête a un profil rectiligne à subconcave. Les cornes sont en forme de croissant, claires à pointes sombres.
Le cou est court et musclé, avec un fanon présent. La ligne dorsale est rectiligne et l'implantation de la queue haute et proéminente. Les côtes arquées donnent une poitrine ample. L'arrière-train a un développement musculaire médiocre.
Le pis est globuleux mais moyennement développé pour une race élevée pour son lait.
C'est une grande race. La vache mesure 143 cm au garrot pour 600 kg et le taureau 156 cm pour 1 000 kg.

## Aptitudes

### Élevage
La vache est une bonne mère, vêle sans difficultés et nourrit bien son veau. Elle bénéficie aussi d'une bonne longévité et d'une bonne rusticité. Élevée depuis très longtemps sur l'archipel au climat chaud et humide, elle a développé une grande résistance aux maladies et parasites tropicaux, et une grande rusticité vis-à-vis des conditions montagneuses des îles : aptitude à la marche, onglons durs... Les animaux sont élevés en altitudes, sur les pentes volcaniques, laissant la plaine côtière aux cultures. Autrefois, les bœufs castrés descendaient travailler en plaine avant d'être engraissés et vendus aux boucheries. Ce sont ces qualités qui ont été recherchées pour introduire l'élevage bovin dans les Caraïbes, puis sur le continent américain. Avant l'apparition de croisements entre vaches et zébus, cette race était la mieux adaptée à cet environnement peu favorable.
Les bovins canarias sont utilisés dans des concours de traction. Ces rassemblements folkloriques rappellent le rôle majeur de la race dans le développement économique de l'archipel, fournissant lait et viande et accomplissant les lourds travaux de défrichement. La production de fumier, avant l'usage d'engrais chimiques, est un autre élément de son rôle agricole primordial.

### Production laitière
La vache produit 3 150 kg de lait sur une lactation de 240 jours. Le taux de matière grasse est de 3,4 %. Une étude sur le programme de conservation de la race indique une variabilité importante de la production d'une vache à l'autre, indiquant qu'une amélioration qualitative comme quantitative serait rapide avec la mise en place d'une sélection en ce sens.

### Viande
Les animaux produisent une viande de qualité. Cependant, le rendement n'est pas très bon : les femelles grandissent de 533 g par jour et les mâles de 694 g. Les carcasses donnent respectivement 45 et 52 % de viande, quantité en deçà des races bouchères. Toutefois, ces performances médiocres sont à relativiser, compte tenu de la nourriture de mauvaise qualité réservée aux bovins. Des animaux élevés en plaine sans restriction, donnent des taureaux et bœufs atteignant les 1 000 kg.

## Sources